# Van God Los (film)
Van God Los is een Nederlandse speelfilm uit 2003, geregisseerd door Pieter Kuijpers en met hoofdrollen voor Egbert-Jan Weeber, Tygo Gernandt, Angela Schijf en Mads Wittermans.
Van God Los is gebaseerd op het waargebeurde verhaal van de Bende van Venlo en werd bekroond met een Gouden Film en drie Gouden Kalveren.

## Verhaal
Stan is een jonge student die geen vrienden heeft, en zijn ouders kijken evenmin naar hem om. Hij weet niet wat hij van zijn toekomst moet verwachten en zit vooral nog met zijn gedachten bij het verleden. Het vertrek van zijn biologische vader speelt hierbij een rol. Deze is als vrachtwagenchauffeur vertrokken, en Stan heeft hem in geen jaren meer gezien. Op een dag zit Stan in een café waar hij Maikel tegenkomt, die aan de politie probeert te ontkomen, maar niet voordat hij zijn buit in Stans tas heeft verstopt. Maikel wordt na een uur op het politiebureau weer vrijgelaten, omdat hij geen gestolen waar bij zich had. Uit dank krijgt Stan de helft van de buit en de twee worden boezemvrienden. Zij vervolgen hun vriendschap met delicten zoals roofovervallen, inbraak en het dealen in drugs. Deze acties lopen echter uit de hand en er volgt een moord. Na deze gebeurtenis is er geen weg meer terug voor Stan die in het terreurnetwerk van Maikel wordt meegesleurd.

## Achtergrond
De film is gebaseerd op het verhaal van de Bende van Venlo, die vanaf het carnaval van 1993 tot 1994 een spoor van dood en verderf achterliet in de streek Noord- en Midden-Limburg. Het meest bekende incident staat te boek als 'de carnavalsmoorden'. Tijdens de boerenbruiloft, een feestdag tijdens het carnaval van 1994, werd het bejaard echtpaar Sjeng en Ferda van Rijn door de bende van Venlo om het leven gebracht tijdens een roofoverval.
Regisseur Pieter Kuijpers, die zelf afkomstig is uit Tegelen, kwam op het idee nadat zijn oma een bericht over de Bende van Nijvel voorlas uit de krant en zei: die zijn toch helemaal van god los? Vandaar ook de titel. 
In de film zijn andere namen gebruikt uit respect voor de betrokkenen. Tevens verschillen de toedracht en aanloop naar de incidenten in de film van de realiteit. De incidenten op zichzelf berusten echter wel op ware gebeurtenissen.
Het is vooralsnog onbekend wie allemaal tot de bende van Venlo behoorden en wie exact welke misdaad heeft uitgevoerd. In 1997 zijn achttien mannen veroordeeld tot gevangenisstraffen van tussen de tien jaar en levenslang.
Er konden zeven moorden, gepleegd in koelen bloede, bewezen worden. Het exacte aantal moorden is echter nooit vast komen te staan. Wat wel vaststaat is dat er in totaal drie stoffelijke overschotten zijn gevonden die direct toe te schrijven zijn aan de bende van Venlo. De overige vier vermeende lijken zijn nooit gevonden wat het ook twijfelachtig maakt of deze moorden ooit hebben plaatsgevonden.
Kuijpers heeft meermaals benadrukt dat Van God Los niet bedoeld is om geweld, dat aardig aanwezig is in de film, niet te verheerlijken. In een later interview dat hij had samen met Robert de Hoog, die de hoofdrol had in de film Skin (film van Hanro Smitsman), waarin ook het nodige aan geweld te zien is, legt Kuijpers uit wat hij heeft bedoeld met het vele geweld in Van God Los. 

## Rolverdeling
- Egbert-Jan Weeber als Stan Meijer
- Tygo Gernandt als Maikel Verheije
- Angela Schijf als Anna Sprengers
- Mads Wittermans als Sef
- Huub Stapel als Herbert Meijer
- Tamer Avkapan als Rechterhand Osman
- Marnie Blok als Joke
- Pim Lambeau als Mevr. Van de Velde
- Frits Lambrechts als Dhr. Van de Velde
- Johnny Lion als Johan Schreurs
- Peter Post als Oost-Europeaan
- Harry van Rijthoven als Bert
- Ergun Simsek als Hassan
- Els Ingeborg Smits als Moeder Anna
- Joop Wittermans als Vader Anna
- Helmert Woudenberg als Inspecteur Geukers
- Brader Torun als Osman Sukur

## Prijzen
- Gouden Kalf voor beste acteur (Tygo Gernandt)
- Gouden Kalf voor beste regie
- Gouden Kalf voor beste scenario
- Gouden Film: 100.000 bezoekers

## Trivia
- Pupkin Film heeft voor BNN de televisieserie Van God Los geproduceerd, die gebaseerd is op de film. De serie wordt sinds eind mei 2011 uitgezonden. De verhalen in de serie staan los van de film maar zijn wel allen ook gebaseerd op waargebeurde misdaadzaken. Ook wordt iedere aflevering gemaakt met verschillende regisseurs en acteurs.[2]
- Internationaal werd de film uitgebracht onder de titels Godforsaken! en Stir Crazy.
- Op 1 oktober 2013 werd de film opnieuw uitgebracht op Bluray, ter gelegenheid van het tienjarig jubileum.
- Tygo Gernandt spreekt in Ferry (televisieserie), 20 jaar na Van God Los, in hetzelfde Limburgs dat hij aangeleerd voor Van God Los.